# Vo (langue)
Pour les articles homonymes, voir VO.
Le vo est une langue môn-khmer parlée en Chine et en Birmanie, par environ 40 000 Wa.

## Répartition géographique
Le vo est une des trois langues parlée par les Wa de Chine. Les autres membres de cette minorité eux parlent le parauk et l'awa.

## Classification interne
L'awa est une des langues waïques qui font partie du groupe palaungique des langues môn-khmer du Nord. 

## Phonologie
Les tableaux présentent les phonèmes vocaliques et consonantiques du dialecte menggong (孟汞) du vo parlé en Chine. Contrairement à d'autres langues môn-khmères, le vo ne possède ni tons ni registres.

### Voyelles
|         | Antérieure      | Postérieure     |
| ------- | --------------- | --------------- |
| Fermée  | [i] [i̤] [ɿ] [ʅ] | [ɯ] [ɯ̤] [u] [ṳ] |
| Moyenne | [e] [e̤]         | [ɤ] [ɤ̤] [o] [o̤] |
| Ouverte | [ᴇ] [ᴇ̤] [a] [a̤] | [ʌ] [ʌ̤] [ɔ] [ɔ̤] |

### Consonnes
|            |           | Bilabiales | Alvéolaires | Alvéolaires | Rétrofl.  | Dorsales   | Dorsales | Glottales |
| ---------- | --------- | ---------- | ----------- | ----------- | --------- | ---------- | -------- | --------- |
| Centrales  | Latérales | Bilabiales | Palatales   | Vélaires    | Rétrofl.  |            |          | Glottales |
| Occlusives | Sourde    | p [p]      | t [t]       |             |           |            | k [k]    | ʔ [ʔ]     |
| Occlusives | Aspirées  | ph [pʰ]    | th [tʰ]     |             |           |            | kh [kʰ]  |           |
| Occlusives | Sonore    | b [b]      | d [d]       |             |           |            | g [g]    |           |
| Fricatives | sourdes   | f [f]      | s [s]       |             | ʂ [ʂ]     | ʃ [ʃ]      |          | h [h]     |
| Fricatives | Sonore    | v [v]      |             |             | ʐ [ʐ]     | ʒ [ ʒ]     |          |           |
| Affriquées | Sourdes   |            | ts [t͡s]     |             | tʂ [t͡ʂ]   | tʃ [ t͡ʃ ]  |          |           |
| Affriquées | Aspirées  |            | tsh [t͡sʰ]   |             | tʂh [t͡ʂʰ] | tʃh [ t͡ʃʰ] |          |           |
| Affriquées | Sonore    |            |             |             |           | dʒ [dʒ]    |          |           |
| Liquides   | Liquides  |            | r [r]       | l [l]       |           |            |          |           |
| Nasales    | Nasales   | m [m]      | n [n]       |             |           | ɲ [ɲ]      | ŋ [ŋ]    |           |